# Agent Smith

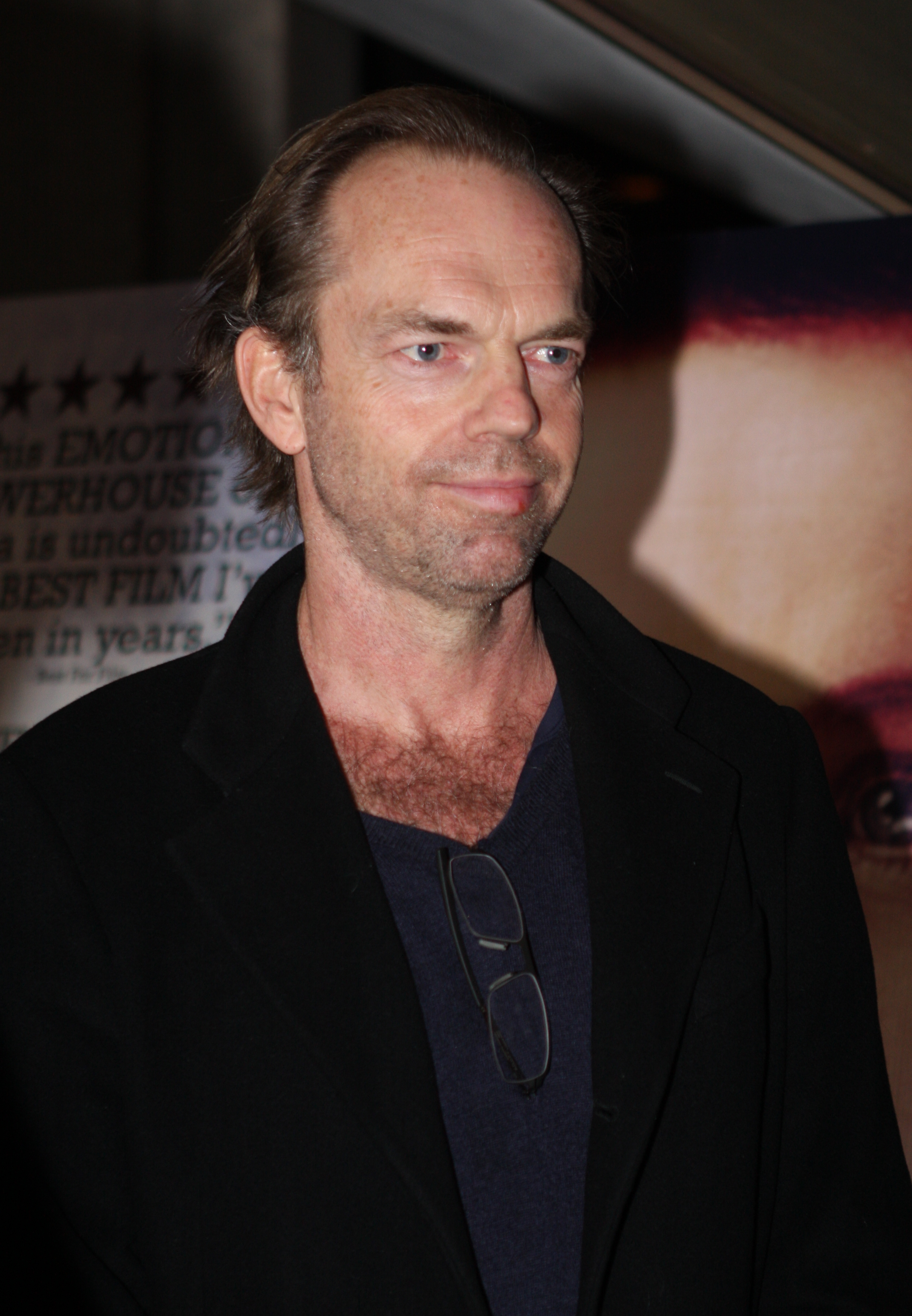
Hugo Weaving in 2011

Agent Smith is een personage uit de The Matrix films, gespeeld door acteur Hugo Weaving en Jonathan Groff. Smith is de belangrijkste tegenspeler van Neo. De strijd tussen hen vormt een belangrijk deel van het plot in de films. Alhoewel de eerste Matrix film eindigt met de vernietiging van Smith keert hij in de latere delen terug.
Waar Neo zich, onder begeleiding van zijn mentor Morpheus, vrijmaakt uit de matrix en de overheersing van de machines bevecht, is Smith een van de agenten die in de matrix zijn geïntroduceerd om de rebellen te bevechten, zij het dat hij een leidinggevende rol vervult. Aanvankelijk is Smith slechts een van de 'agenten', anti-virus programma's die de taak hebben de orde in de Matrix te handhaven. Dit leidt ertoe dat Neo zijn speciale krachten ontdekt en Smith vernietigt. In deel 2 blijkt niet alleen zijn terugkeer, maar ook dat de Matrix Smith niet langer onder controle kan houden. Zijn macht wordt uiteindelijk zo groot dat hij zichzelf oneindig vaak kan klonen door andere programma's te infecteren en over te nemen.
Naarmate Smiths macht groeit blijkt hij zich tot de tegenpool van Neo te ontwikkelen. Hoewel hij mensen al haatte omdat hij hen zwak vond en omdat ze natuurlijke hulpbronnen opgebruiken, ontwikkelt hij later een bijna even grote haat tegen de machines die hem in de Matrix gevangen houden samen met de mensen die hij zo veracht. Wanneer zijn macht ook voor de machines een bedreiging vormt omdat hij vrijwel de hele Matrix overneemt, slaan de machines en Neo de handen ineen om hem te verslaan. Wanneer Neo zich vrijwillig door Smith laat absorberen, heffen beiden elkaar op en worden zowel Neo als Smith vernietigd. De Matrix is weer in balans en als tegenprestatie sluiten de machines vrede met de rebellen en mag eenieder die de Matrix wil verlaten dit ongehinderd doen.
Tot het eind van de film blijft Smith Neo op minachtende toon als 'Mr. Anderson' aanspreken, diens oude naam in de Matrix. Pas op het eind, als Neo zijn verzet opgeeft en zichzelf aanbiedt om zich te laten absorberen, noemt Smith hem per ongeluk en tot zijn eigen verbazing en afschuw voor het eerst 'Neo'.